# FC Bayern München (nữ)
FC Bayern München là một đội bóng đá nữ của Đức có trụ sở tại München, Bayern. Câu lạc bộ hiện đang thi đấu ở Frauen-Bundesliga, giải đấu nữ hàng đầu ở Đức.

## Lịch sử
Đội bóng đá nữ của Bayern chính thức được thành lập vào năm 1970 mặc dù các cầu thủ nữ đã chơi tại câu lạc bộ từ năm 1967. Tuy nhiên, vì DFB cấm bóng đá nữ từ năm 1955 đến 1970 nên Bayern chỉ có thể đăng ký chính thức đội vào năm 1970. Họ giành chức vô địch quốc gia đầu tiên vào năm 1976. Năm 1990, Bayern là thành viên sáng lập của Frauen-Bundesliga, nhưng họ bị xuống hạng sau mùa giải tiếp theo.
Câu lạc bộ trở lại Bundesliga vào năm 2000. Vào năm 2009, Bayern là á quân Bundesliga, kém nhà vô địch Turbine Potsdam một bàn thắng duy nhất. Ở mùa giải 2011–12, vào ngày 12 tháng 5 năm 2012, FC Bayern Munich đã soán ngôi đội đương kim vô địch Cúp quốc gia Đức 1. FFC Frankfurt với chiến thắng 2–0 trong trận chung kết 2011–12 ở Köln và ăn mừng thành công lớn nhất trong lịch sử của câu lạc bộ kể từ khi giành chức vô địch vào năm 1976. Năm 2015, họ đã vô địch Bundesliga lần đầu tiên mà không thua một trận nào. Họ đã vô địch Bundesliga 2015–16 lần thứ hai liên tiếp.

## Các cầu thủ

### Đội hình đội một
Tính đến ngày 31 tháng 8 năm 2023
Ghi chú: Quốc kỳ chỉ đội tuyển quốc gia được xác định rõ trong điều lệ tư cách FIFA. Các cầu thủ có thể giữ hơn một quốc tịch ngoài FIFA.
| Số | VT | Quốc gia  | Cầu thủ                   |
| -- | -- | --------- | ------------------------- |
| 3  | HV | Pháp      | Inès Belloumou            |
| 4  | HV | Iceland   | Glódís Perla Viggósdóttir |
| 5  | HV | Thụy Điển | Magdalena Eriksson        |
| 6  | HV | Na Uy     | Tuva Hansen               |
| 7  | HV | Đức       | Giulia Gwinn              |
| 8  | HV | Đức       | Maximiliane Rall          |
| 9  | TĐ | Serbia    | Jovana Damnjanović        |
| 10 | TV | Đức       | Linda Dallmann            |
| 11 | TĐ | Đức       | Lea Schüller              |
| 12 | TV | Đức       | Sydney Lohmann            |
| 13 | HV | Brasil    | Tainara                   |
| 14 | TV | Đức       | Alara Şehitler            |
| 16 | TV | Đức       | Lina Magull (đội trưởng)  |
| 17 | TĐ | Đức       | Klara Bühl                |

| Số | VT | Quốc gia    | Cầu thủ                  |
| -- | -- | ----------- | ------------------------ |
| 18 | TV | Hà Lan      | Jill Baijings            |
| 19 | HV | Áo          | Katharina Naschenweng    |
| 20 | TĐ | Đức         | Franziska Kett           |
| 21 | TĐ | Đan Mạch    | Pernille Harder          |
| 22 | TM | Đức         | Maria Luisa Grohs        |
| 23 | TM | New Zealand | Erin Nayler              |
| 24 | TĐ | Ba Lan      | Weronika Zawistowska     |
| 25 | TV | Áo          | Sarah Zadrazil           |
| 26 | TV | Scotland    | Samantha Kerr            |
| 30 | HV | Đức         | Carolin Simon            |
| 31 | TV | Anh         | Georgia Stanway          |
| 41 | TM | Đức         | Anna Wellmann            |
| 44 | TM | Iceland     | Cecilía Rán Rúnarsdóttir |

### Cho mượn
Ghi chú: Quốc kỳ chỉ đội tuyển quốc gia được xác định rõ trong điều lệ tư cách FIFA. Các cầu thủ có thể giữ hơn một quốc tịch ngoài FIFA.
| Số | VT | Quốc gia | Cầu thủ                                                                           |
| -- | -- | -------- | --------------------------------------------------------------------------------- |
| 14 | HV | Na Uy    | Emilie Bragstad (cho mượn tại Bayer Leverkusen cho mùa giải 2023–24)              |
| 23 | TĐ | Iceland  | Karólína Lea Vilhjálmsdóttir (cho mượn tại Bayer Leverkusen cho mùa giải 2023–24) |

## Thành tích

### Quốc nội
- Frauen-Bundesliga (5 lần): 1976, 2014–15, 2015–16, 2020–21, 2022–23
- DFB-Pokal (1 lần): 2011–12

### Khu vực
- Giải bóng đá nữ vô địch Bayern (21 lần):[6] 1972–1990 (19 lần liên tiếp), 2000, 2004
- Cúp Bayern (8 lần):[7] 1982, 1984, 1985, 1986, 1987, 1988, 1989, 1990

## Kỷ lục tại UEFA Women's Champions League
| Season  | Round            | Opponents                   | Away  | Home         | Aggregate |
| ------- | ---------------- | --------------------------- | ----- | ------------ | --------- |
| 2009–10 | Qualifying round | Glasgow City                | 5–2   | –            | –         |
| 2009–10 | Qualifying round | Norchi Dinamoeli Tbilisi    | 19–0  | –            | –         |
| 2009–10 | Qualifying round | Gintra Universitetas (Host) | 8–0   | –            | –         |
| 2009–10 | Round of 32      | Viktória Szombathely        | 5–0 f | 4–2          | 9–2       |
| 2009–10 | Round of 16      | Montpellier                 | 0–0 f | 0–1 (s.h.p.) | 0–1       |
| 2015–16 | Round of 32      | Twente                      | 1–1 f | 2–2          | 3–3 (a)   |
| 2016–17 | Round of 32      | Hibernian                   | 6–0 f | 4–1          | 10–1      |
| 2016–17 | Round of 16      | Rossiyanka                  | 4–0   | 4–0 f        | 8–0       |
| 2016–17 | Quarter-final    | Paris Saint-Germain         | 0–4   | 1–0 f        | 1–4       |
| 2017–18 | Round of 32      | Chelsea                     | 0–1 f | 2–1          | 2–2 (a)   |
| 2018–19 | Round of 32      | Spartak Subotica            | 7–0 f | 4–0          | 11–0      |
| 2018–19 | Round of 16      | FC Zürich                   | 2–0 f | 3–0          | 5–0       |
| 2018–19 | Quarter-final    | Slavia Prague               | 1–1 f | 5–1          | 6–2       |
| 2018–19 | Semi-final       | Barcelona                   | 0–1   | 0–1 f        | 0–2       |
| 2019–20 | Round of 32      | Kopparbergs/Göteborg        | 2–1 f | 0–1          | 2–2 (a)   |
| 2019–20 | Round of 16      | BIIK Kazygurt               | 5–0 f | 2–0          | 7–0       |
| 2019–20 | Quarter-final    | Lyon                        | 1–2   | 1–2          | 1–2       |
| 2020–21 | Round of 32      | Ajax                        | 3–1 f | 3–0          | 6–1       |
| 2020–21 | Round of 16      | BIIK Kazygurt               | 6–1 f | 3–0          | 9–1       |
| 2020–21 | Quarter-final    | FC Rosengård                | 1–0   | 3–0 f        | 4–0       |
| 2020–21 | Semi-final       | Chelsea                     | 1–4   | 2–1 f        | 3–5       |